# 多田邦彦
多田 邦彦（ただ くにひこ、1951年 -2025 ）は、日本の実業家。和倉温泉多田屋会長、五代目、和倉温泉観光協会会長、一般社団法人昇龍道ドラゴンルート推進協議会理事長。

## 人物・経歴
1951年、東京都世田谷区生まれ。1970年、立教大学社会学部観光学科（現・観光学部）卒業。
石川県に現在は居住し、和倉温泉多田屋会長を務める。多田屋は能登の和倉温泉で1885年（明治18年）に創業した老舗旅館で、5代目として経営を担う。
現在は旅館の経営は息子で6代目の多田健太郎にバトンタッチし、公職として和倉温泉観光協会会長を務める。また、中部地方を縦断する観光ルートを昇竜に見立てて誘客強化を図る目的で設立された一般社団法人昇龍道ドラゴンルート推進協議会の理事長を務める。
この観光ルートである「昇龍道-ドラゴンルート」は、2010年のNHK大河ドラマ「龍馬伝」で、白い龍が昇っていく映像を見て着想したことに加えて、能登半島の形が龍の頭に似ており、名古屋から日本を横断して北陸へと到る道筋を龍の体として、南から北へとつながるルートを昇龍を見立てて、多田が考案したものである。
ツアー商品化のために、本ルートを体感するモニターツアーを周辺の富山県高岡市などの協同で開催するが、モニターツアーは観光庁支援事業に採択されている。
和倉温泉観光協会会長として、和倉温泉北國春花火の大会実行委員長も務め、春花火などの催し企画で海の温泉・和倉をPRするなど、コロナ禍で疲弊した観光業の復活、地域の活性化に尽力する。